# Безгудов Микола Миколайович
Микола Миколайович Безгудов (нар. 6 грудня 1907, місто Бєлгород, тепер Російська Федерація — ?) — український радянський діяч, секретар Київського міського комітету КПУ. 

## Біографія
З 1936 по 1938 рік служив у Червоній армії.
Член ВКП(б) з 1938 року.
До липня 1941 року працював в місті Києві.
З липня 1941 року — в Червоній армії, учасник німецько-радянської війни. У 1941 році воював на Південному та Південно-Західному фронтах. Служив в 11-й запасній стрілецькій дивізії, в 1943 році навчався на 18-х піхотних курсах. Потім — заступник командира із політичної частини 945-го окремого батальйону зв'язку 100-го стрілецького корпусу 4-ї ударної армії Брянського, 2-го Прибалтійського фронтів. На 1945 рік — заступник командира із політичної частини 517-го окремого лінійного батальйону зв'язку 22-ї армії.
Після демобілізації перебував на відповідальній роботі в місті Києві та Київській області.
На 1947—1948 роки — завідувач сектора Київського обласного комітету КП(б)У.
На 1954—1955 роки — завідувач відділу партійних, профспілкових і комсомольських органів Київського міського комітету КПУ.
У 1955 — січні 1960 року — секретар Київського міського комітету КПУ.
Подальша доля невідома.

## Звання
- старший політрук
- капітан
- майор
- підполковник

## Нагороди та відзнаки
- орден Вітчизняної війни ІІ ст. (13.07.1945)
- орден Червоної Зірки (31.08.1944)
- медаль «За перемогу над Німеччиною у Великій Вітчизняній війні 1941—1945 рр.» (1945)
- медаль «За трудову доблесть» (23.01.1948)
- медалі